# 埃莉诺·戈登
埃莉诺·戈登（英語：Elenor Gordon，1933年5月10日—2014年7月5日），英国女子游泳运动员。她曾代表英国参加1948年、1952年和1956年夏季奥林匹克运动会游泳比赛，其中1952年奥运会获得一枚铜牌。